# Bremer Brücke
La Bremer Brücke est un stade de football situé à Osnabrück en Allemagne dont le club résident est le VfL Osnabrück. Le stade dispose d'une capacité de 16 100 places. 

## Histoire

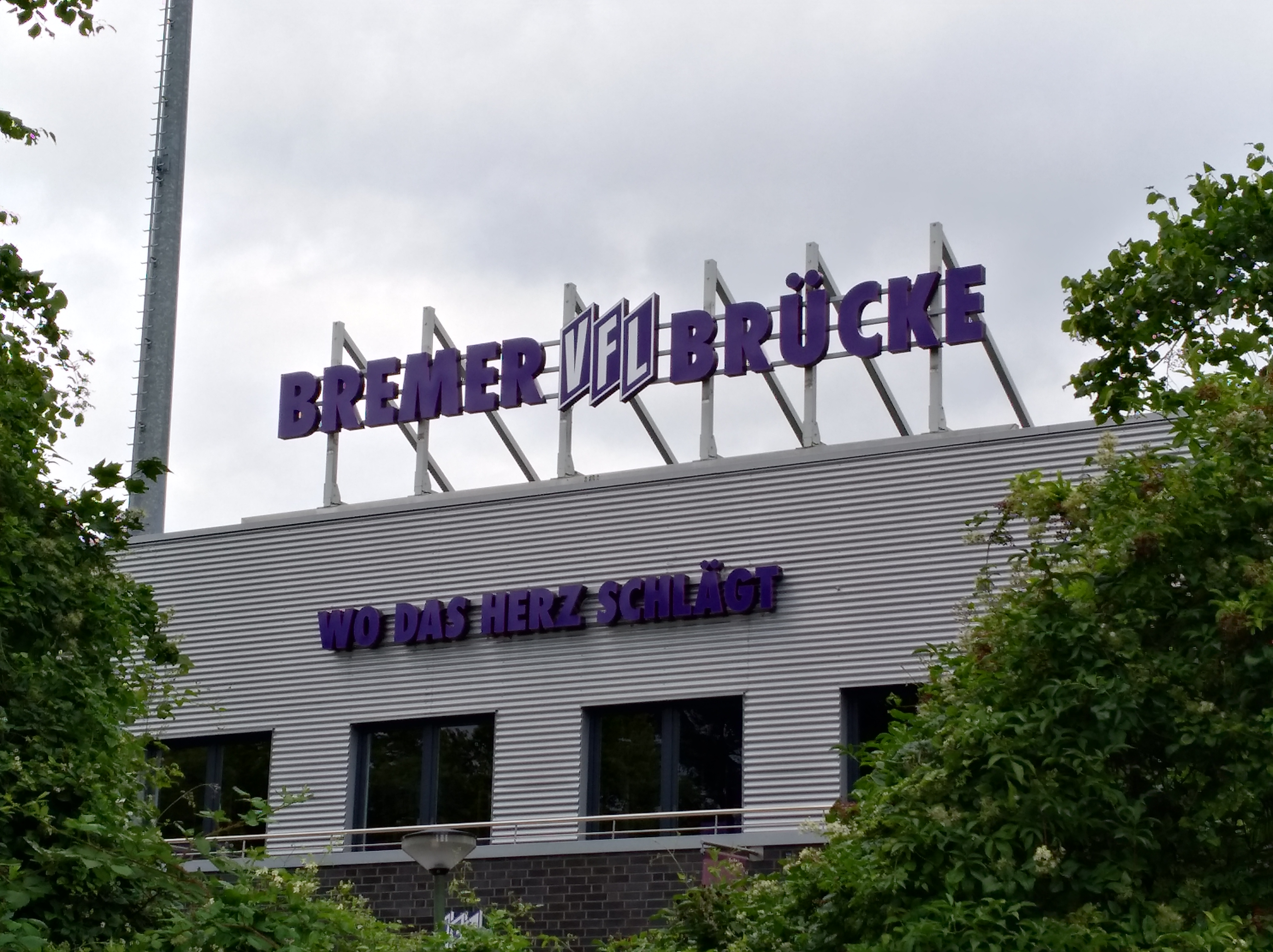
Nom du stade

Le stade est construit en 1931 par le SC Rapid Osnabrück et inauguré en 1933, avec 9 000 places debout. Après la fusion du SC Rapid et du VfL Osnabrück en 1938, le stade est utilisé depuis par ce dernier. En 1939, est construite une tribune avec 500 places assises. Pendant la Seconde guerre mondiale le stade est presque totalement détruit. Le 27 juillet 1946, le stade est reconstruit et en 1952 pour recevoir le VfB Stuttgart le stade est agrandi en moins de 15 jours pour avoir une capacité de 35 000 spectateurs. Finalement le 27 avril 1952, il y avait plus de 35 000 spectateurs, même si le chiffre officiel annoncé était de 32 500 spectateurs.
Pendant 35 ans le stade avait un vide entre la tribune Nord et le virage Ouest à cause d'un particulier qui s'opposait à la vente de son terrain. En 1969, la capacité du stade a été limitée à 28 500 places pour des raisons de sécurité.
En 2008, la tribune Nord est démolie pour faire place à une nouvelle tribune assise et couverte, la capacité du stade est réduite à 16 130 places. En 2011, les rénovations et aménagements terminés, le stade comporte 16 667 places, depuis la saison 2019-2020 la capacité officielle est de 16 100 places.

## Caractéristiques
Le stade est composé de :

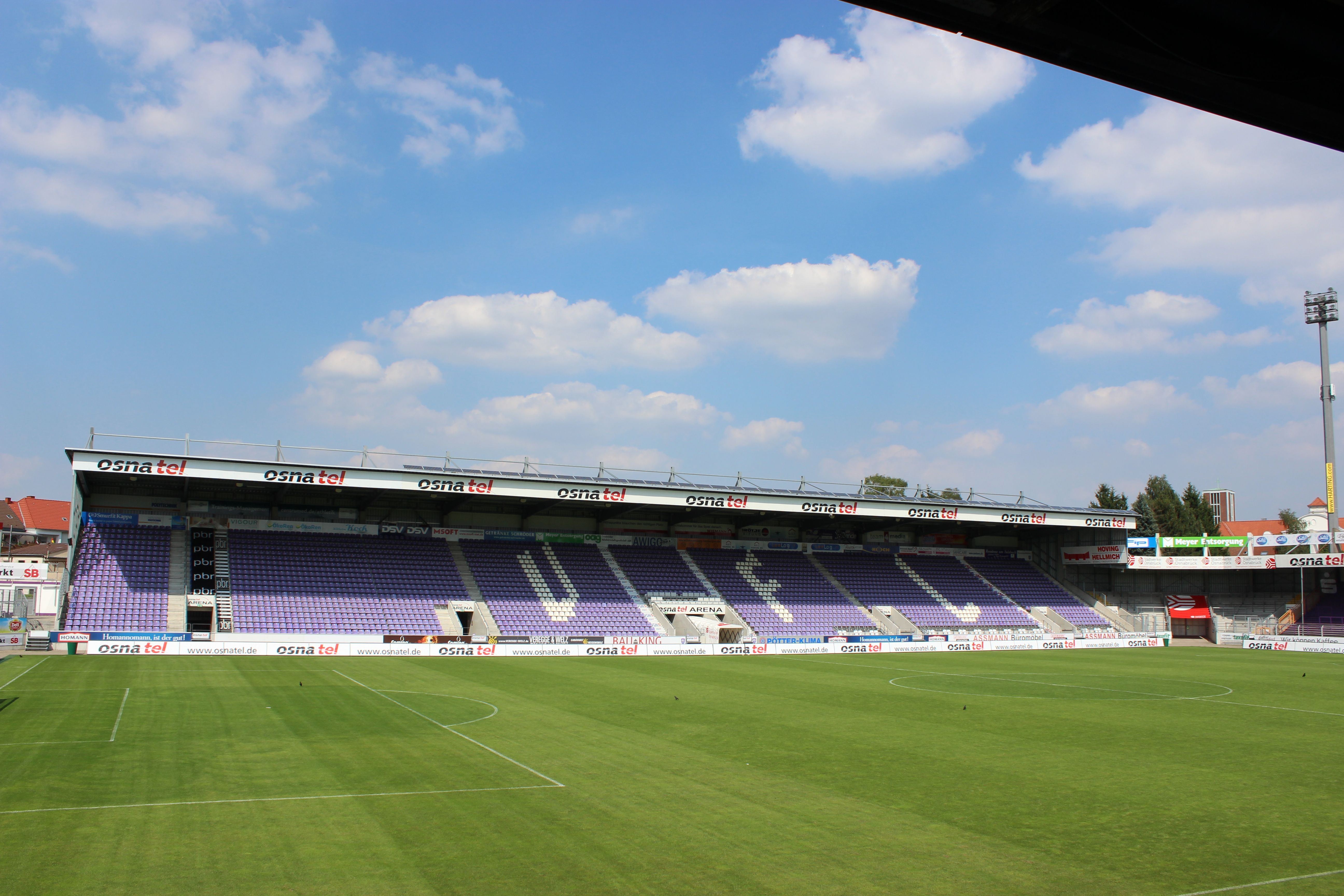
Nouvelle tribune Nord en 2014

- La tribune Sud avec uniquement des places assises et les loges VIP. La tribune comprend également les bureaux et la boutique du club.
- Le virage Est avec uniquement des places debout réservées aux supporteurs du club.
- La tribune Nord avec uniquement des places assises, comprend également la zone presse, et les loges des sponsors.
- Le virage Ouest est séparé en deux par un ancien tunnel, une partie est réservée aux fans des visiteurs.

## Utilisation
À côté des matchs du VfL Osnabrück, le stade a été utilisé pour des matchs internationaux de l'Équipe d'Allemagne féminine de football, le match du 2 juillet 1989 contre la Norvège avec 23 000 spectateurs a été jusqu'en 2014 le record d'affluence pour un match international féminin en Allemagne.
Le stade est également utilisé par l'équipe d'Allemagne U-21 et autres catégories jeunes.
Les clubs des environs utilisent également le stade pour les matchs de coupe d'Allemagne lorsque leur stade n'est pas conforme, ainsi le 
BSV Rehden rencontre le Bayern Munich en 2013, le Sportfreunde Lotte y joue un quart de finale en 2017 contre le Borussia Dortmund et le SV Rödinghausen en  2018 contre le Bayern Munich.

## Explosion du 10 septembre 2011
Le 10 septembre 2011 lors d'un match de troisième division, dans le derby contre le SC Preußen Münster, un engin explosif est lancé du secteur visiteur et tombe dans l'ancien tunnel des joueurs provoquant 33 blessés, dont 17 policiers. Grâce aux enregistrements vidéo un homme sera interpelé, il sera condamné en 2012, à cinq ans de prisons et 47 000 euros d'amendes. Un adolescent de quinze ans ayant fourni les explosifs sera également jugé.